# Vlajkový stožár
Vlajkový stožár je druh sloupového stožáru, který umožňuje snadné vyvěšení vlajky do výšky. Tento typ stožáru se nejčastěji vyrábí v kruhovém provedení a z materiálů, jakými jsou sklolaminát a hliník. Oproti vlajkové žerdi je však povětšinu času zapuštěn svislým způsobem do země za pomocí speciálních patic, popřípadě upevněn ke stojanu určenému pro vlajkové stožáry. Jeho velikost se přitom může lišit – obvykle od 4 do 12 metrů.
Typy
- Klasický
- S pevným ramenem
- S otočným a zvedacím ramenem